# Josef Salomon Federn
Josef Salomon Federn (* 20. November 1831 in Prag/Tschechien; † 9. November 1920 in Wien/Österreich) war ein österreichischer Internist, Hausarzt und Förderer der klinischen Blutdruckmessung.

## Leben
Josef Salomon Federn, auch Josef Salomon Bunzel-Federn, war der Sohn des Prager Kaufmanns und Rabbiners Elias Bunzel-Federn und dessen Ehefrau Ester Bunzel-Federn geb. Mislap. Elias Bunzel-Federn war auch Sekretär der jüdischen Vereinigung in Prag. Josef Salomon Federn wuchs mit acht Schwestern im Prager jüdischen Ghetto auf. Als Zeichen der Assimilation legte Federn später den Beinamen „Bunzel“ ab. Josef Salomon Federn eignete sich den Lehrstoff für die Reifeprüfung als Autodidakt an und legte 1850 in Wien diese Prüfung erfolgreich ab. Er studierte Medizin an der Universität Wien und arbeitete als Student im Laboratorium des Physiologen Ernst Wilhelm von Brücke (1819–1892). Federn gehörte zum engeren Schülerkreis um die führenden Köpfe der „Zweiten Wiener medizinischen Schule“ Carl von Rokitansky (1804–1878), Josef von Škoda (1805–1881), Johann von Oppolzer (1808–1871) und Ludwig Türck (1810–1868). Federn war später auch Spitalassistent bei Ludwig Türck. Im Jahr 1859 promovierte Federn in Wien zum Doktor der Medizin. Anschließend ließ er sich als praktischer Arzt nieder. Er führte eine renommierte Wiener Praxis und war auch Hausarzt seines Lehrers Rokitansky. Er schaffte sich eine Kutsche an, um jederzeit zu seinen Patienten fahren zu können. Er behandelte auch mittellose Kranke. Das Haus Federn war ein wichtiges kulturelles und soziales Zentrum in Wien. Zwanzig Personen beim Abendessen waren keine Seltenheit.
Federn bildete sich zeitlebens an der Medizinischen Fakultät weiter und besuchte Vorlesungen so beispielsweise bei Hermann Nothnagel (1841–1905). Josef Salomon Federn förderte die damals noch nicht eingeführte klinische Blutdruckmessung. Auch suchte er nach Zusammenhängen zwischen Blutdruckbefunden und Krankheitsbildern. Er erkannte den Zusammenhang zwischen Bluthochdruck und Darmatonie.
Der 80. Geburtstag Federns wurde von der Wiener Universität mit einem großen Fest gefeiert. Das Ehepaar Federn bezog im Alter das Haus des Vereins Wiener Settlement in der Lienfeldergasse 60 im Wiener 16. Bezirk. Hier arbeitete die Tochter Else Federn als Fürsorgerin und Vereinsfunktionärin. Im Alter von 89 Jahren erlag Federn einer Nierenentzündung.

### Familie
Josef Salomon Federn war verheiratet mit Ernestine Federn geb. Spitzer. Die Ehe wurde am 27. Januar 1867 im Wiener Stadttempel geschlossen. Ernestine Federn war sozial engagiert und eröffnete, gemeinsam mit ihrem Sohn Karl, die „Kunstschule für Frauen und Mädchen“ (Später: Wiener Frauenakademie) in Wien. Zu den Mitinitiatorinnen dieser Kunstschule gehörten die Malerinnen und Frauenrechtlerinnen Olga Prager (1872–1930), Tina Blau-Lang (1845–1916) und Rosa Mayreder (1858–1938). Das Ehepaar Federn hatte sechs Kinder. Der älteste Sohn war der spätere Jurist und Historiker Karl Federn (1868–1943), gefolgt vom späteren Nationalökonomen Walther Federn (1869–1949) sowie dem Psychoanalytiker Paul Federn (1871–1950). Die älteste Tochter war die Fürsorgerin und Vereinsfunktionärin des Verein Wiener Settlement, Else Federn (1874–1946). Es folgten der spätere Buchhändler und Schriftsteller Robert Federn (1878–1959) sowie die Schriftstellerin und Spanienkämpferin Marietta Federn (1883–1951). Zu den Enkelkindern gehörten der Psychoanalytiker Ernst Federn (1914–2007) (Sohn von Paul Federn) sowie der Hochschullehrer für Maschinenbau Klaus Federn (1910–2014) (Sohn von Robert Federn). Der Enkel Hans Federn (Sohn von Marietta Federn) wurde 1944 in Frankreich in einem Résistance-Gefecht getötet.

## Veröffentlichung
- Josef Salomon Federn: Über partielle Darmatonie und ihre Beziehung zu M. Basedowii und anderen Krankheiten, 1891
- Josef Salomon Federn (1894): Blutdruck und Darmatonie. Wien.